# Blendoku
Blendoku é um videojogo de quebra-cabeça gratuito para dispositivos móveis Android e iOS desenvolvido pelo estúdio Lonely Few, de Los Angeles, fundado pelo desenvolvedor australiano Rod Green e Yeong-Hao Han. No Blendoku, os jogadores recebem uma grade de quadrados, alguns com cores fornecidas, outros não. É fornecida uma paleta de blocos de cores adicionais. Para passar de nível, o jogador deve "preencher" os quadrados vazios da paleta de forma a criar sequências suaves de cores tanto horizontal quanto verticalmente. O jogo inclui 475 níveis e níveis adicionais estão disponíveis como compras separadas.
Green e Han reconheceram que o jogo não é acessível a pessoas com vários tipos de daltonismo e estão trabalhando em uma solução.

## Recepção
Kotaku.com chamou-o de "Único e viciante". Gamezebo chamou isso de "Uma reviravolta brilhantemente simples, mas desafiadora e profunda do Sudoku clássico". mas afirmou que é um "jogo para tablet" porque muitos quebra-cabeças são pequenos demais para serem jogados em um telefone.